# Bufo olivaceus
The Olive Toad, Bufo olivaceus là một loài cóc thuộc họ Bufonidae. Loài này có ở Iran, Pakistan, và có thể cả Afghanistan.
Môi trường sống tự nhiên của chúng là rừng khô nhiệt đới hoặc cận nhiệt đới, vùng cây bụi khô khu vực nhiệt đới hoặc cận nhiệt đới, sông ngòi, suối nước ngọt, các đồn điền, vườn nông thôn, các vùng đô thị, ao, và đất có tưới tiêu.

## Hình ảnh

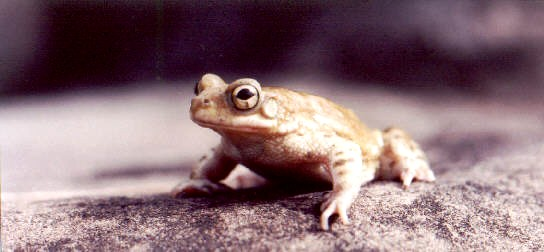
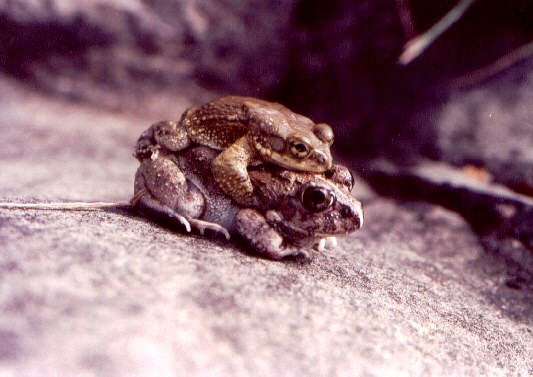
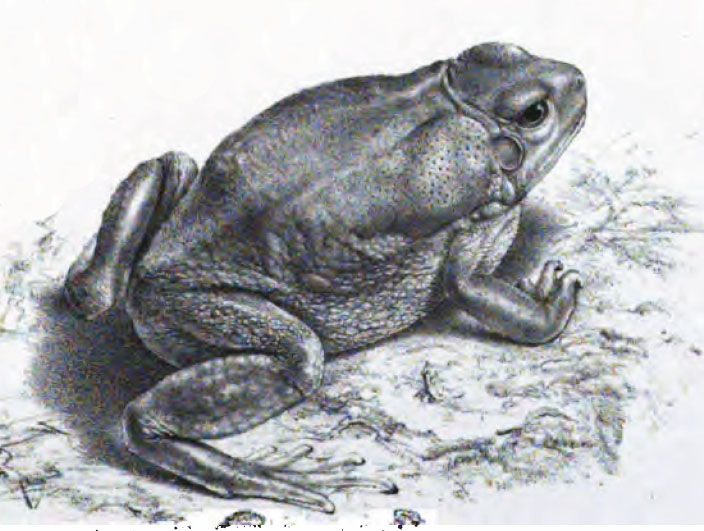